# Geezer Butler
Terence Michael Joseph "Geezer" Butler (Aston, Birmingham, 17. srpnja 1949.) je engleski basist, najpoznatiji kao član heavy metal sastava Black Sabbath. 

## Karijera
Butler je svoj prvi sastav, Rare Breed, osnovao zajedno sa školskim kolegom Ozzyem Osbourneom. Sastav se ubrzo raspao, a njih dvojica su se opet ujedinili u blues sastavu Polka Tulk, zajedno s gitaristom Tonyjem Iommiem i bubnjarom Billom Wardom. Sastav se ubrzo preimenovao u Earth, a zatim, 1969. godine, u Black Sabbath.
Na početku, Butler je svirao ritam gitaru, ali Iommi nije htio svirati s još jednim gitaristom, pa se Butler prebacio na bas. 
Dok je Ozzy Osbourne bio frontmen sastava, a Iommi pisao glazbu, Butler je bio glavni tekstopisac. Njegovi su tekstovi uglavnom bili inspirirani religijom, znanstvenom fantastikom, hororima, ratovima te mračnom stranom ljudske prirode.
Tijekom druge polovice 1970-ih popularnost sastava je počela opadati, iako je sastav, nakon Osbourneovog odlaska, nastavio djelovati s Ronniem Jamesom Diom, bivšim pjevačem Rainbowa, odnosno Ianom Gillanom, bivšim pjevačem Deep Purplea. Butler je napustio sastav sredinom 1984. godine, i osnovao Geezer Butler Band.
1988. godine pridružio se Ozzyu Osbourneu, na turneji No Rest For The Wicked. Ponovno se je pridružio Black Sabbathu 1991. godine, tijekom ponovnog okupljanja postave s albuma Mob rules
(Dio, Iommi, Butler te Vinny Appice na bubnjevima), a napustio ga je tijekom Cross Purposes turneje 1994. godine.
1995. godine ponovno se pridružio Osborneu, svirajući na njegovom albumu Ozzmosis, nakon čega osniva sastav GZR, s kojim je izdao albume Plastic Planet, 1995. godine, i Black Science 1997. godine. Još se jednom vratio u Black Sabbath 1997. godine, tijekom ponovnog okupljanja originalne postave, i u sastavu je ostao do danas. 2005. GZR je izdao album Ohmwork, svoj treći album.
2006. godine objavljeno je da se Butler, Iommi, Dio i Appice ponovno okupljaju, pod nazivom Heaven and Hell, kako bi naglasili razliku između tog sastava i Black Sabbatha, kojem je na čelu Osbourne. Heaven and Hell je u travnju 2009. godine izdao album The Devil You Know.
Krajem 2011. godine originalni članovi Black Sabbatha ponovno su se okupili kako bi odradili europsku turneju i snimili novi album. Međutim, zbog Iommijevih zdravstvenih problema održali su samo dva koncetra planirane turneje. 2013. izdali su album 13 (na kojem zbog pravnih problema nije svirao Ward nego bubnjar sastava Rage Against The Machine, Brad Wilk) koji je postigao velik uspjeh stigavši na prvo mjesto top ljestvica, a pozitivne reakcije dobio je i od kritike. Uslijedile su turneje u Sjevernoj i Južnoj Americi te Europi.